# Centralisator
In de groepentheorie, een deelgebied van de wiskunde, is de centralisator van een element van een groep de verzameling elementen van die groep die met het element commuteren.

## Definitie
Onder de centralisator {\displaystyle C_{G}(x)} van een element {\displaystyle x} van een groep {\displaystyle G} verstaat men de verzameling
{\displaystyle C_{G}(x)=\{g\in G\mid gx=xg\}}
Ook voor een deelverzameling {\displaystyle D} van {\displaystyle G} kan het begrip gedefinieerd worden. Onder de centralisator {\displaystyle C_{G}(D)} van {\displaystyle D} verstaat men de verzameling
{\displaystyle C_{G}(D)=\{g\in G\mid gd=dg\ {\text{voor  alle}}\ d\in D\}}

## Eigenschappen
- De centralisator is een ondergroep van de groep, en wel de grootste ondergroep, waarin de elementen van deze verzameling centraal zijn, dat wil zeggen in het centrum van deze ondergroep liggen.
- De centralisator van de groep zelf is het centrum van de groep.
- De centralisator van een element uit het centrum van de groep is de groep zelf.
- Kies een eindige groep {\displaystyle G} en een {\displaystyle x\in G}. {\displaystyle \langle x\rangle } stelt de door {\displaystyle x} voortgebrachte cyclische ondergroep voor. Er geldt dan: {\displaystyle \langle x\rangle } is cyclisch, dus een ondergroep van {\displaystyle C_{G}(x)}.